# Liste des communes de Hesse
Cet article recense les communes de Hesse, en Allemagne.

## Statistiques
Au 1er avril 2008, le Land de Hesse comprend 426 communes (Gemeinden en allemand) ou villes (Städte). Elles se répartissent de la sorte :
- 189 villes (Städte), dont :
  - 5 villes-arrondissements (kreisfreie Städte) ;
  - 7 villes d'arrondissement à statut spécial (kreisangehörige Städte mit Sonderstatus) ;
- 237 communes (Gemeinden).

## Liste

### Villes-arrondissements
- Cassel
- Darmstadt
- Francfort-sur-le-Main
- Offenbach-sur-le-Main
- Wiesbaden (capitale)

### Villes d'arrondissement à statut spécial
- Bad Homburg vor der Höhe
- Fulda
- Giessen
- Hanau
- Marbourg
- Rüsselsheim
- Wetzlar

### Liste alphabétique complète

#### A
- Aarbergen
- Abtsteinach
- Ahnatal
- Alheim
- Allendorf
- Allendorf (ville)
- Alsbach-Hähnlein
- Alsfeld (ville)
- Altenstadt
- Amöneburg (ville)
- Angelburg
- Antrifttal
- Aßlar (ville)

#### B
- Babenhausen (ville)
- Bad Arolsen (ville)
- Bad Camberg (ville)
- Bad Emstal
- Bad Endbach
- Bad Hersfeld (ville)
- Bad Homburg vor der Höhe
- Bad Karlshafen (ville)
- Bad König (ville)
- Bad Nauheim (ville)
- Bad Orb (ville)
- Bad Salzschlirf
- Bad Schwalbach (ville)
- Bad Soden am Taunus (ville)
- Bad Soden-Salmünster (ville)
- Bad Sooden-Allendorf (ville)
- Bad Vilbel (ville)
- Bad Wildungen (ville)
- Bad Zwesten
- Battenberg (ville)
- Baunatal (ville)
- Bebra (ville)
- Beerfelden (ville)
- Bensheim (ville)
- Berkatal
- Beselich
- Biblis
- Bickenbach
- Biebertal
- Biebesheim am Rhein
- Biebergemünd
- Biedenkopf (ville)
- Birkenau
- Birstein
- Bischoffen
- Bischofsheim
- Borken (ville)
- Brachttal
- Braunfels (ville)
- Brechen
- Breidenbach
- Breitenbach am Herzberg
- Breitscheid
- Brensbach
- Breuberg (ville)
- Breuna
- Brombachtal
- Bromskirchen
- Bruchköbel (ville)
- Büdingen (ville)
- Bürstadt (ville)
- Büttelborn
- Burghaun
- Burgwald
- Buseck
- Butzbach (ville)

#### C
- Calden
- Cassel
- Cölbe
- Cornberg

#### D
- Darmstadt
- Dautphetal
- Dieburg (ville)
- Diemelsee
- Diemelstadt (ville)
- Dietzenbach (ville)
- Dietzhölztal
- Dipperz
- Dillenburg (ville)
- Dornburg
- Dreieich (ville)
- Driedorf

#### E
- Ebersburg
- Ebsdorfergrund
- Echzell
- Edermünde
- Edertal
- Egelsbach
- Ehrenberg
- Eichenzell
- Ehringshausen
- Einhausen
- Eiterfeld
- Elbtal
- Eltville am Rhein (ville)
- Elz
- Eppertshausen
- Eppstein (ville)
- Erbach (ville)
- Erlensee
- Erzhausen
- Eschborn (ville)
- Eschenburg
- Eschwege (ville)
- Espenau

#### F
- Feldatal
- Felsberg (ville)
- Fernwald
- Fischbachtal
- Flieden
- Flörsbachtal
- Flörsheim am Main (ville)
- Florstadt (ville)
- Francfort-sur-le-Main
- Fränkisch-Crumbach
- Frankenau (ville)
- Frankenberg (ville)
- Freiensteinau
- Freigericht
- Friedberg (Hessen) (ville)
- Friedewald
- Friedrichsdorf (ville)
- Frielendorf
- Fritzlar (ville)
- Fronhausen
- Fürth
- Fuldabrück
- Fulda
- Fuldatal

#### G
- Gedern (ville)
- Geisenheim (ville)
- Gelnhausen (ville)
- Gemünden
- Gemünden (ville)
- Gernsheim (ville)
- Gersfeld (Rhön) (ville)
- Giessen
- Gilserberg
- Ginsheim-Gustavsburg
- Gladenbach (ville)
- Glauburg
- Glashütten
- Gorxheimertal
- Grävenwiesbach
- Grasellenbach
- Grebenau (ville)
- Grebenhain
- Grebenstein (ville)
- Greifenstein
- Griesheim (ville)
- Großalmerode (ville)
- Groß-Bieberau (ville)
- Großenlüder
- Groß-Gerau (ville)
- Großkrotzenburg
- Groß-Rohrheim
- Groß-Umstadt (ville)
- Groß-Zimmern
- Grünberg (ville)
- Gründau
- Gudensberg (ville)
- Guxhagen

#### H
- Habichtswald
- Hadamar (ville)
- Haiger (ville)
- Haina
- Hainburg
- Hammersbach
- Hanau
- Hasselroth
- Hattersheim am Main (ville)
- Hatzfeld (ville)
- Hauneck
- Haunetal
- Heidenrod
- Helsa
- Heppenheim (ville)
- Herborn (ville)
- Herbstein (ville)
- Heringen (ville)
- Herleshausen
- Hesseneck
- Hessisch Lichtenau (ville)
- Heuchelheim
- Heusenstamm (ville)
- Hilders
- Hirschhorn (ville)
- Hirzenhain
- Hochheim am Main (ville)
- Höchst im Odenwald
- Hofbieber
- Hofgeismar (ville)
- Hofheim am Taunus (ville)
- Hohenahr
- Hohenroda
- Hohenstein
- Homberg (ville)
- Homberg (ville)
- Hosenfeld
- Hünfeld (ville)
- Hünfelden
- Hünstetten
- Hüttenberg
- Hungen (ville)

#### I
- Idstein (ville)
- Immenhausen (ville)

#### J
- Jesberg
- Jossgrund

#### K
- Kalbach
- Karben (ville)
- Kaufungen
- Kefenrod
- Kelkheim (ville)
- Kelsterbach (ville)
- Kiedrich
- Kirchhain (ville)
- Kirchheim
- Kirtorf (ville)
- Knüllwald
- Königstein im Taunus (ville)
- Körle
- Korbach (ville)
- Kriftel
- Kronberg im Taunus (ville)
- Künzell

#### L
- Lahnau
- Lahntal
- Lampertheim (ville)
- Langen (ville)
- Langenselbold (ville)
- Langgöns
- Laubach (ville)
- Lauterbach (ville)
- Lautertal
- Lautertal
- Leun (ville)
- Lich (ville)
- Lichtenfels (ville)
- Liebenau (ville)
- Liederbach am Taunus
- Limburg an der Lahn (ville)
- Limeshain
- Linden (ville)
- Lindenfels (ville)
- Linsengericht
- Löhnberg
- Lohfelden
- Lohra
- Lollar (ville)
- Lorch (ville)
- Lorsch (ville)
- Ludwigsau
- Lützelbach

#### M
- Mainhausen
- Maintal (ville)
- Malsfeld
- Marbourg
- Meinhard
- Meißner
- Melsungen (ville)
- Mengerskirchen
- Merenberg
- Messel
- Michelstadt (ville)
- Mittenaar
- Mörfelden-Walldorf (ville)
- Mörlenbach
- Modautal
- Morschen
- Mossautal
- Mücke
- Mühlheim am Main (ville)
- Mühltal
- Münchhausen
- Münster (Hessen)
- Münzenberg (ville)

#### N
- Nauheim
- Naumburg (ville)
- Neckarsteinach (ville)
- Nentershausen
- Neu-Anspach (ville)
- Neuberg
- Neu-Eichenberg
- Neuenstein
- Neuental
- Neuhof
- Neu-Isenburg (ville)
- Neukirchen (ville)
- Neustadt (Hessen) (ville)
- Nidda (ville)
- Niddatal (ville)
- Nidderau (ville)
- Niedenstein (ville)
- Niederaula
- Niederdorfelden
- Niedernhausen
- Nieste
- Niestetal
- Nüsttal

#### O
- Oberaula
- Ober-Mörlen
- Ober-Ramstadt (ville)
- Obertshausen (ville)
- Oberursel (ville)
- Oberweser
- Oestrich-Winkel (ville)
- Offenbach-sur-le-Main
- Otzberg
- Ortenberg (ville)
- Ottrau

#### P
- Petersberg
- Philippsthal
- Pfungstadt (ville)
- Pohlheim (ville)
- Poppenhausen

#### R
- Rabenau
- Ranstadt
- Rasdorf
- Raunheim (ville)
- Rauschenberg (ville)
- Reichelsheim
- Reichelsheim (ville)
- Reinhardshagen
- Reinheim (ville)
- Reiskirchen
- Riedstadt (ville)
- Rimbach
- Ringgau
- Rockenberg
- Rodenbach
- Rodgau (ville)
- Rödermark (ville)
- Romrod (ville)
- Ronneburg
- Ronshausen
- Rosbach vor der Höhe (ville)
- Rosenthal (ville)
- Roßdorf
- Rotenburg an der Fulda (ville)
- Rothenberg
- Rüdesheim am Rhein (ville)
- Runkel (ville)
- Rüsselsheim

#### S
- Schaafheim
- Schauenburg
- Schenklengsfeld
- Schlangenbad
- Schlitz (ville)
- Schlüchtern (ville)
- Schmitten
- Schöffengrund
- Schöneck
- Schotten (ville)
- Schrecksbach
- Schwalbach am Taunus (ville)
- Schwalmstadt (ville)
- Schwalmtal
- Schwarzenborn (ville)
- Seeheim-Jugenheim
- Seligenstadt (ville)
- Selters
- Sensbachtal
- Siegbach
- Sinn
- Sinntal
- Söhrewald
- Solms (ville)
- Sontra (ville)
- Spangenberg (ville)
- Stadtallendorf (ville)
- Staufenberg (ville)
- Steffenberg
- Steinau an der Straße (ville)
- Steinbach (ville)
- Stockstadt am Rhein
- Sulzbach

#### T
- Tann (ville)
- Taunusstein (ville)
- Trebur
- Trendelburg (ville)
- Twistetal

#### U
- Ulrichstein (ville)
- Usingen (ville)

#### V
- Viernheim (ville)
- Vellmar (ville)
- Villmar
- Vöhl
- Volkmarsen (ville)

#### W
- Wabern
- Wächtersbach (ville)
- Wahlsburg
- Waldbrunn
- Waldeck (ville)
- Waldems
- Waldkappel (ville)
- Wald-Michelbach
- Waldsolms
- Walluf
- Wanfried (ville)
- Wartenberg
- Wehretal
- Wehrheim
- Weilbourg (ville)
- Weilmünster, Marktflecken
- Weilrod
- Weimar
- Weinbach
- Weißenborn
- Weiterstadt (ville)
- Wettenberg
- Wetter (Hessen) (ville)
- Wetzlar
- Wiesbaden
- Wildeck
- Willingen
- Willingshausen
- Witzenhausen (ville)
- Wölfersheim
- Wöllstadt
- Wohratal
- Wolfhagen (ville)

#### Z
- Zierenberg (ville)
- Zwingenberg (ville)